# Danniel Oliveira
Danniel Lopes de Oliveira Sousa (Lavras da Mangabeira, 19 de novembro de 1982) é um político brasileiro. Em 2018, foi eleito deputado estadual do Ceará pelo Movimento Democrático Brasileiro (MDB) com 81 395 votos.